# Slangenkruidbij
De slangenkruidbij (Hoplitis adunca) is een vliesvleugelig insect uit de familie Megachilidae. De wetenschappelijke naam van de soort is voor het eerst geldig gepubliceerd in 1798 door Panzer.